# 오재영 (1919년)
오재영(吳在泳, 1919년 7월 5일 경기도 안성 ~ 1972년 9월 15일)은 제3,4대 민의원의원을 지낸 대한민국의 정치인이다. 1963년 대한민국 대통령 선거와 1967년 대한민국 대통령 선거에 연속 출마했다. 본관은 해주(海州)이다.

## 약력
- 한문 수학, 공립보통학교 4학년 중퇴
- 전국문화사업협회 사무국장
- 대한국민당 중앙상무집행위원
- 서북신문ㆍ건설신문 사장
- 종군학도대후원회장
- 제3대 민의원의원(안성, 무소속)
- 자유당 안성군당위원장
- 제4대 민의원의원(안성, 자유당)
- 국회 국방위원장
- 추풍회 대표
- 추풍회 제5대 대통령 후보
- 통한당 대표
- 통한당 제6대 대통령 후보

## 역대 선거 결과
|  | 2.05% |

|  | 29.96% |

|  | 35.20% |

|  | 7.93% |

|  | 4.05% |

|  | 16.42% |

|  | 2.39% |

|  | 5.83% |

## 참고자료
- 오재영 - 대한민국헌정회
- “3·4대 國會議員 吳在泳씨 별세” (PDF). 한국일보. 1972년 9월 16일. 7면면. 2016년 3월 6일에 원본 문서 (PDF)에서 보존된 문서. 2008년 3월 29일에 확인함.